# Orlanci (Vranestica)
Orlanci (macedónul: Орланци) település Észak-Macedóniában, a Délnyugati körzet Kicsevói járásában, 2013-ig a Vranesticai járás része volt, ami teljes egészében beolvadt a Kicsevói járásba.

## Népesség
| Lakosok száma | 514  | 474  | 392  | 281  | 151  | 83   | 76   | 37   | 17   |
|               | 1948 | 1953 | 1961 | 1971 | 1981 | 1991 | 1994 | 2002 | 2021 |

2002-ben 37 lakosa volt, akik mindannyian macedónok.